# Tub neural

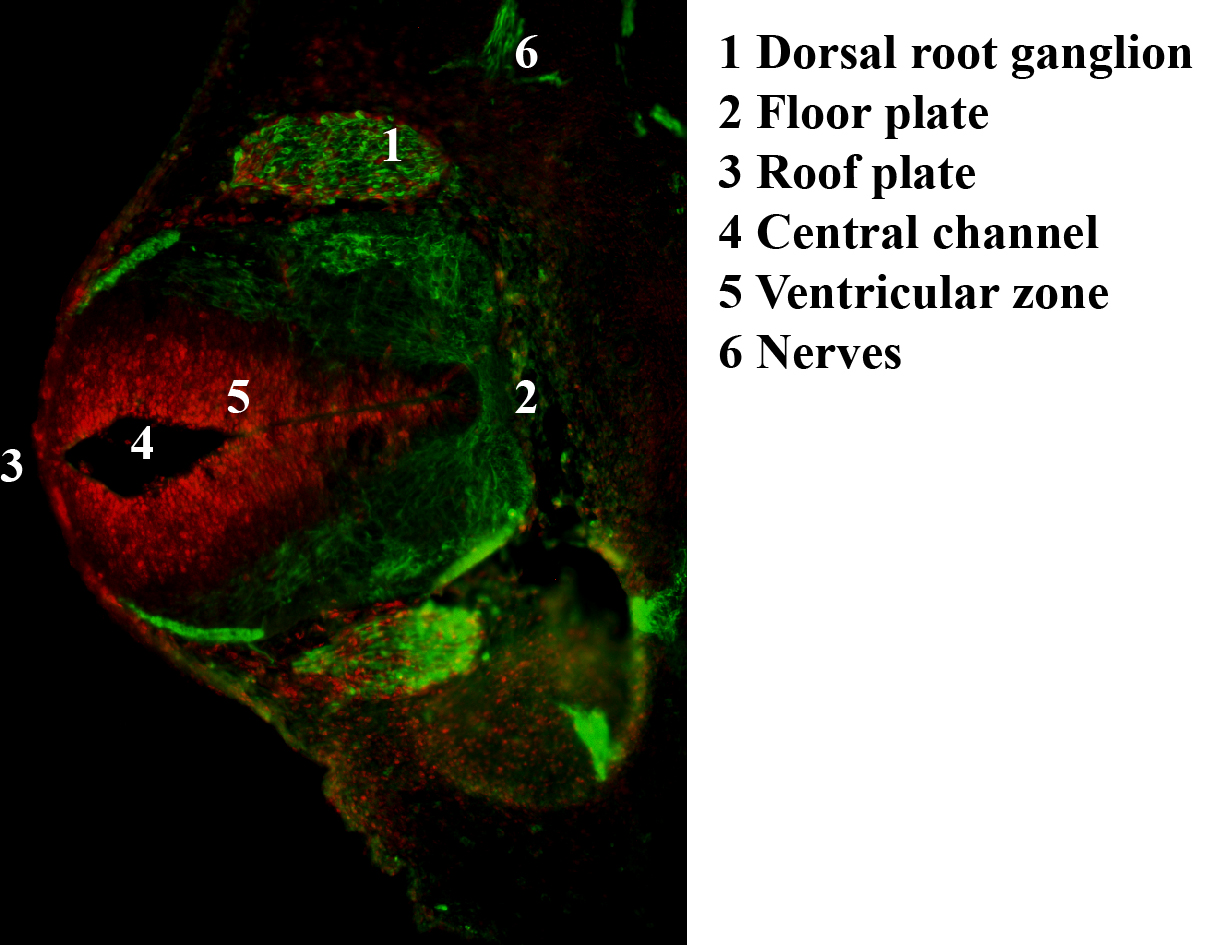
Anticòs contra neurofilament (en verd) i Ki 67 (en vermell) en embrió de ratolí 12,5 dies després de la fertilització.

El tub neural en els animals vertebrats en desenvolupament és el precursor dels sistema nerviós central en l'embrió que comprèn el cervell i la medul·la espinal. El solc neural gradualment es transforma en un tub tancat, el tub neural o canal neural (el qual parlant estrictament és el centre del tub neural), la paret ectodermal del qual forma el rudiment biològic del sistema nerviós. Hi ha dues maneres en les quals es desenvolupa el tub neural: la neurulació primària i la neurulació secundària.

## Descripció
Pel desenvolupament d'un individu adult, en primer lloc cal la fecundació, és a dir, la formació del zigot. En aquest moment, la primera cèl·lula comença a dividir-se fent un seguit de mitosis del zigot per tal de donar lloc a la mòrula (una espècie de bola sòlida d'unes poques cèl·lules on es forma l'embrió en els primers estadis del seu desenvolupament). La blàstula segueix la mòrula, i coincideix amb el final del procés conegut com a segmentació, on s'aproxima a tenir unes 64 cèl·lules unides, conegudes com a blastòmers.
Seguidament l'organisme entra en el procés de la gastrulació, on es formaran les tres capes germinatives conegudes com l'ectoderma, el mesoderma i l'endoderma. És en aquesta primera capa, l'ectoderma, on es formaran les cèl·lules del sistema nerviós central i tindrà lloc el desenvolupament del sistema nerviós, així com la prèvia inducció neural. Aquest sistema, sent el més complex del nostre organisme, conté una diversitat cel·lular molt extrema, per això cal molta informació gènica per al desenvolupament neuronal. S'estima que un terç dels nostres gens de l'organisme s'expressen en el sistema nerviós.

## Inducció neural
La inducció neural s'inicia amb una senyalització a l'ectoderma per part del teixit adjacent durant l'etapa de la gàstrula de l'embrió en què les cèl·lules presents es converteixen en cèl·lules mares neurals i es pot formar el neuroectoderm, adquirint d'aquesta manera una destinació nova. Conseqüentment, aquest nou teixit participarà en la formació de la placa neural, els plecs neurals i el desenvolupament del tub neural, procés conegut amb el nom de neurulació. D'aquesta manera, podem veure-ho com 2 passos consecutius: la inducció neural per marcar el territori neural del ectoderma, i en segon lloc, la formació d'estructures neurals inicials (tub neural i cresta neural) a partir de les quals es desenvoluparan totes les que configuren el sistema nerviós.
En primer lloc, la formació del neuroectoderm i els seus límits té lloc quan al mesoderma es forma el notocordi: prolongació precursora de la columna vertebral que defineix l'eix cefalocaudals de l'embrió, la qual estableix amb l'ectoderma una intensa interacció fonamental pel procés de la inducció neural. S'assenyala que la part del mesoderma que conté el notocordi envia unes senyals inductores a l'ectoderma desencadenant la seva diferenciació com neuroectoderm.
Per regular aquesta inducció, els centres organitzadors són crucials, perquè són regions restringides i especialitzades per induir l'especificació regions. Un exemple equival a l'organitzador de Spemann. Investigacions amb Spemann proposen que les zones de l'ectoderma que rebin senyals inductores formaran el neuroectoderm, mentre que la resta de l'ectoderma, en no rebre aquests senyals, es desenvoluparà com a teixit epidèrmic (pell) i no com a sistema nerviós. És aquí quan entren en joc totes les molècules que permeten la destinació neural, sent un procés regulat per FGFs, inhibidors de Wnt i inhibidors de BMP.
Seguidament, en aquest procés d'interacció, el mesoderma promou la proliferació de les cèl·lules del neuroectoderm formant-se una placa neural més gruixuda a la superfície dorsal mitjana del disc embrionari. Aquesta placa és la precursora del sistema nerviós, ja que les seves cèl·lules han quedat determinades per desenvolupar-se com cèl·lules nervioses i formaran teixit nerviós.
El segon pas consisteix a transformar la placa neural en dues estructures: el tub neural i la cresta neural, a partir de plecs d'aquesta placa. En el curs del desenvolupament del tub neural es van a originar totes les neurones i les cèl·lules de la glia que formaran el SNC, mentre que a la cresta neural s'originaran, a més d'altres, les cèl·lules de l'SNP.

## Tub neural
Tots els embrions de vertebrats tenen un tub neural abans que es desenvolupi el seu sistema nerviós central, i és bàsicament el "primer esborrany" del cervell i la medul·la espinal. Es coneix com a tub neural l'estructura que es forma durant la gestació i que és l'antecessora immediata (del qual s'origina) del sistema nerviós, sent el seu tancament i evolució el que acabarà per generar les diferents estructures que en formen part. Concretament, el cervell i la medul·la espinal, sent altres com els propis del sistema nerviós perifèric formats per les crestes neurals.

## Formació del tub, neurulació
El procés en el qual es genera i tanca del tub neural (de forma cilíndrica, la qual es deriva d'una zona específica de l'ectoderma denominada placa neural) començaria a partir de la tercera setmana de gestació i hauria d'acabar de tancar-se aproximadament al voltant del vintè vuitè dia. Inicialment el tub estarà obert en els seus extrems, formant-se els neuroporus rostral i cabal, però a partir de la quarta setmana comencen a tancar-se. Aquest tancament i el desenvolupament del tub generarà diverses dilatacions en la seva part rostre-cranial, que en el futur configura les diferents parts de l'encèfal. Generalment es tanca primer l'extrem rostral, al voltant del dia 25, mentre que el causal se sol tancar al voltant del dia 27.
La placa neural s'estira de manera rostrocaudal, de tal manera que anirà generant plecs que amb el desenvolupament del fetus aniran creixent. Es produeix amb el temps un enfonsament de la part central, generant una cadena: les parets aniran tancant-se sobre si mateixes fins a generar un estructura en forma de tub: el tub neural. Aquest tub comença a tancar-se sobre si mateix per la part mitjana, avançant cap als extrems. Aquest, conegut com a neurulació, és un procés embriològic que dona origen a la formació del tub neural i a la vegada el sistema nerviós central, abastat per la medul·la espinal i l'encèfal, a més, es forma la cresta neural (població cel·lular de comportament mesenquimático d'origen ectodèrmic), que és un conjunt de cèl·lules que migren per tot el cos i crearan teixits especialitzats per on passen.
Els dos mecanismes principals per passar de la placa neural a la formació del tub neural són:
- La neurulació primària: les cèl·lules que es troben embolicant la placa neural comencen a dirigir a les cèl·lules de la placa neural per expandir-se, invaginarse i separar-se.

- La neurulació secundària: part del tub neural corresponent a la columna vertebral es forma i alhora s'estova de tal manera que es buida la cavitat interna de l'esmentat tub, generant una separació entre epiteli i cèl·lules mesenquimàtiques (les quals formaran el cordó medul·lar). A la medul·la trobem que a la part ventral apareixen les neurones motores, mentre que les sensorials apareixen a la part més dorsal d'aquesta.

El tub neural es constitueix per la unió de dos tubs que es produeixen independentment, a través de diferents processos morfogenètics i moleculars. Generalment, la seva part anterior es desenvoluparà per neurulació primària i la posterior per neurulació secundària.
Una vegada es forma el tub neural inicial, hi ha quatre etapes de subdivisions que tenen lloc abans que es completi el sistema nerviós central final. Aquestes divisions són instigades per les cèl·lules neuroepiteliales, i les divisions tenen lloc al prosencèfal, mesencèfal, rombencèfal i a la medul·la espinal. Al final d'aquestes subdivisions hi ha un cervell, columna vertebral i medul·la espinal identificables que continuaran desenvolupant-se durant l'embaràs i els primers anys de vida.

cresta neural